# Parafia Najświętszej Maryi Panny Matki Kościoła w Warszawie
Parafia Najświętszej Maryi Panny Matki Kościoła w Warszawie – rzymskokatolicka parafia należąca do dekanatu mokotowskiego, archidiecezji warszawskiej, metropolii warszawskiej Kościoła katolickiego, w Warszawie. Obsługiwana przez księży archidiecezjalnych.

## O parafii
Parafia została erygowana w 1981, zaś Kościół parafialny został wybudowany w latach 80. XX wieku. Przy parafii funkcjonują różne grupy i wspólnoty, jak Domowy Kościół, Droga Neokatechumenalna czy Akcja Katolicka.

## Proboszczowie parafii
- ks. prał. Janusz Żyźniewski (1981–2003)
- ks. prał. Jan Zieliński (2003–2024)
- ks. prał. dr Piotr Odziemczyk (2024–obecnie)